# Indice H

L'indice H, o indice di Hirsch (a volte, in inglese, H-index), è un criterio per quantificare la prolificità e l'impatto scientifico di un autore, basandosi sia sul numero delle pubblicazioni, sia sul numero di citazioni ricevute.
Secondo la definizione, uno scienziato ha un indice n se almeno n lavori tra quelli che ha pubblicato sono stati citati almeno n volte ciascuno. Notare che gli n lavori coinvolti nel calcolo dell'indice di Hirsch possono essere tutti oppure un sottoinsieme di questi, e i lavori esclusi del calcolo potrebbero anche non avere alcuna citazione. Discende quindi che un autore che ha m lavori può avere un indice H al più pari a m (n≤m).
L'indice H è stato creato anche per compensare alcune caratteristiche indesiderate del fattore d'impatto (impact factor) come misura bibliometrica. È stato ideato dal fisico Jorge E. Hirsch dell'Università della California a San Diego.

## Definizione e scopo
Il calcolo dell'indice viene eseguito in base alla distribuzione delle citazioni che le pubblicazioni di un ricercatore ricevono. La definizione di Hirsch è la seguente:
Uno scienziato possiede un indice h se h dei suoi Np lavori hanno almeno h citazioni ciascuno e i rimanenti (Np – h) lavori hanno ognuno al più h citazioni.
In altre parole, uno studioso con un indice pari a 3 ha pubblicato 3 lavori citati almeno 3 volte ciascuno.
Per meglio comprendere la modalità operativa di calcolo si riporta di seguito un altro esempio, più articolato e più simile alla realtà: un autore ha pubblicato 6 lavori con il numero di citazioni di seguito riportato (citazioni totali 8 su 6 pubblicazioni).
- pubblicazione A, citazioni 0
- pubblicazione B, citazioni 3
- pubblicazione C, citazioni 0
- pubblicazione D, citazioni 3
- pubblicazione E, citazioni 1
- pubblicazione F, citazioni 1

Vi sono 4 lavori che hanno almeno 1 citazione (due di questi anche di più), quindi come minimo H=1; inoltre vi sono 2 lavori che hanno almeno 2 citazioni (ne hanno in particolare 3), quindi sicuramente H=2, ma vi sono solo due lavori con almeno 3 citazioni, quindi H non può essere pari a 3. L'indice di Hirsh di questo autore è quindi 2. Si noti che l'indice non cambierebbe assolutamente se A, C, E, F avessero 2 citazioni ciascuno (per un totale di 14 citazioni su 6 lavori).
L'indice è strutturato per quantificare mediante un singolo indice numerico non solo la produzione, ma anche l'influenza di uno scienziato, distinguendolo da chi avesse pubblicato molti articoli ma di scarso interesse.
Inoltre l'indice non è troppo influenzato da singoli articoli di grande successo.
L'efficacia dell'indice è limitata al confronto tra scienziati dello stesso campo, anche perché le convenzioni riguardo alle pubblicazioni possono variare: in fisica, un ricercatore moderatamente produttivo avrà tipicamente un indice pari al numero di anni di lavoro, mentre scienziati che operano nel campo medico o biologico tendono a possedere valori più elevati.
Il problema più complesso che sorge nel tentativo di calcolare l'indice è quello di stabilire l'ambito in cui selezionare le pubblicazioni e le citazioni da prendere in considerazione. Non esistendo un'unica banca dati che comprende tutte le pubblicazioni scientifiche in tutti i settori, l'indice risulta dipendente dalla banca dati scelta. Inoltre non sempre è facile discriminare i casi di omonimia, o identificare univocamente ogni singola pubblicazione. Per esempio, l'indice ottenuto usando Google Scholar potrebbe risultare sensibilmente diverso rispetto a quello ottenuto servendosi di una banca dati specialistica.
Hirsch ha osservato che l'indice è generalmente ben correlato, per un fisico, con l'aver vinto premi come il Nobel o con l'essere membro di qualche importante accademia.

## Normalizzazione dell'indice H
L'indice H contemporaneo (Hc-index) è una forma di normalizzazione dell'H-Index (Sidiropoulos et al. 2007). Di fatto normalizza l'indice H (H-index), pesando maggiormente i lavori più recenti, tenendo quindi in considerazione il tempo e se il lavoro continua a essere citato nel tempo. Si calcola come l'indice H, ordinando in modo decrescente per numero di citazioni tutte le pubblicazioni di un autore, ma dopo aver applicato al numero di citazioni di ogni pubblicazione la seguente formula correttiva:
(4 × numero di citazioni del documento)/(anno in corso - anno di pubblicazione del documento + 1).
L’H-10-index corrisponde all’I-10index proposto da Google Scholar dal 2011 e consiste nel numero di pubblicazioni di uno stesso autore che abbiano almeno dieci citazioni. L’H-index normalizzato per età accademica si calcola dividendo l'H-index di un autore per la sua età accademica. Esistono anche particolari calcoli per stabilire l’H-index per i lavori degli ultimi x anni (per esempio H-index degli ultimi 10 anni). Si possono calcolare considerando solo i lavori pubblicati nella finestra temporale interessata (5, 10, 15 anni).

## Limitazioni
Tuttavia non è difficile trovare situazioni in cui h non riesce affatto a descrivere l'importanza di uno scienziato.
Per esempio, gli scienziati che hanno avuto una carriera breve sono decisamente penalizzati, in quanto l'indice non tiene conto della loro influenza poiché essi hanno prodotto solo un numero limitato di contributi, non importa quanto decisivi.
Per esempio, l'indice di Évariste Galois è 2 e rimarrà così per sempre; se Albert Einstein fosse morto all'inizio del 1906, il suo indice sarebbe fermo a 4 o 5, valore che sicuramente non rappresenta con dignità l'importanza degli studi che hanno portato le pubblicazioni del 1905.
La validità di questa obiezione è dimostrata dall'analisi stessa dei dati riportati alla fine, che indicano una classifica di fisici in base all'indice: salta subito agli occhi che, a fronte di fisici con valori di h superiori o vicini a 100 (Einstein nel 2020 raggiunge un h = 325), nel 2020 Richard Feynman ha h = 60, Paul Dirac ha h = 63.
- L'indice h non considera il contesto delle citazioni. Ad esempio, alcuni lavori in un articolo sono citati semplicemente per agevolare una introduzione, anche se hanno basso significato al contesto specifico, e non ha potere risolutivo per delimitare citazioni fatte in un contesto negativo o fraudolento (ad esempio quando un lavoro viene citato perché contenente affermazioni errate).
- L'indice h è influenzato dalle limitazioni nelle banche dati delle citazioni, in particolare per articoli prima degli anni novanta.
- L'indice h non tiene conto delle autocitazioni. Se un ricercatore scrive molti lavori cumulativi nello stesso settore, è probabile che citerà i suoi articoli precedenti, e questo tende a creare una lunga coda di autocitazioni che possono accrescere artificialmente l'indice. Di recente, piattaforme come ResearchGate hanno però introdotto, grazie all'ausilio dell'informatica, metodi di calcolo che permettono di scegliere se visualizzare un indice che tenga conto o escluda le autocitazioni. Il limite in questo caso è dovuto al fatto che la piattaforma effettua i suoi calcoli solo basandosi sui lavori caricati sulla stessa, il che dipende dalla volontà dei singoli ricercatori iscritti di aggiornare il proprio profilo inserendovi tutte le proprie ricerche.
- L'indice h non tiene conto del numero di autori di un articolo, avvantaggiando con questo gli autori che decidono di firmare insieme degli articoli. Ciò vuol dire che anche un autore che ha dato un contributo minimo alla pubblicazione otterrà, al fine del computo dell'indice, una pubblicazione e le relative citazioni in conto, come tutti gli altri. Questo avvantaggia chiaramente chi dirige un gruppo di ricerca, per esempio professori con un grande numero di dottorandi: essendo normale che il professore risulti tra gli autori, in quanto segue e consiglia gli studenti e ne revisiona le bozze delle pubblicazioni, egli ottiene un numero di articoli a suo nome sproporzionato al lavoro effettivo. Lo stesso fenomeno può avvenire nei gruppi di ricerca industriali.
- L'indice h sembra enfatizzare il lavoro proveniente da grandi collaborazioni, piuttosto che piccoli gruppi di ricercatori o singoli individui.
- L'indice h privilegia i settori su cui c'è molto interesse contingente, e quindi che vedono una quantità superiore alla norma di lavori venire pubblicati e citati. Un lavoro di routine di un settore con molti interessi e investimenti verrà citato più volte di uno di un settore di nicchia con pochi esperti che se ne occupano. Per esempio, un ricercatore che si occupa dell'evoluzione del sistema immunitario nei crostacei difficilmente potrà avere un indice con valore superiore a un medico che studia malattie infettive degli umani molto diffuse.[5]
- l'indice h non sempre è depuratore dell'editoria predatoria, delle carriere che producono articoli fasulli a pagamento (paper mill).[6] Il fenomeno nasce dal principio del "pubblica o muori" (publish or perish), secondo cui la carriera accademica e il valore di uno scienziato sono misurati dal numero di citazioni e di pubblicazioni.